# 罪の余白
『罪の余白』（つみのよはく）は芦沢央による日本の小説。第3回野性時代フロンティア文学賞受賞作。加筆・修正された上で単行本化され、2012年に角川書店から発売された。
ラストで主人公が娘を死に追い込んだ女子高生たちに罠を仕掛けるという展開は、スティーヴン・キングの小説『ニードフル・シングス』の小さな欲望や猜疑心、悪意が大きなうねりを持ってくるという構造に着想を得て書いたという。
2015年に映画された。

## あらすじ
一人娘の安藤加奈が高校のベランダから転落死した――大学で心理学の講師をしていた安藤聡は、ある日突然そんな報せを受ける。事故と自殺の両面で調べを進めているという警察の言葉に愕然とする安藤。一体、娘の身に何が起きたのか、自分はなぜ娘の思いに気づくことができなかったのか。自分を責める毎日を送っていた安藤の元に現れたのは、娘のクラスメイトの少女だった。
少女に「加奈は遺書や日記を残していなかったんですか」と尋ねられ、そのまま二人で加奈の日記を探すことになるが、実はこの少女は加奈を死に追いやった人間の一人木場咲だった。
娘の日記を読んで真実の一端を知り、娘の復讐を心に誓う安藤と、証拠隠滅に奔走する咲。やがて二人は、互いに真意を隠したまま心理戦を展開していく。

## 登場人物
安藤 聡（あんどう さとし）
動物行動心理学が専門の大学講師。他の大学から転籍し、33歳でようやく講師になった。現在41歳。妻の真理子を亡くして以降、娘の加奈を第一に考え、夜9時前には必ず帰り、弁当作りを欠かさず、加奈との時間もできるだけもつようにしてきた。
安藤 加奈（あんどう かな）
聡の高校1年生の娘。細く艶やかな黒髪をしている。4月12日生まれ。自分のことは二の次で、他人の心を思いやれる優しい子。8歳の時に母親を亡くして以降、聡と2人で暮らしてきた。学校の教室のベランダから転落して亡くなってしまう。
小沢 早苗（おざわ さなえ）
聡と同じ大学の助教授。心理学専門。29歳で助教授に就任し、現在37歳。無表情で無愛想だが、学生たちにはクールビューティーと騒がれている。
人の感情をくみ取ることが苦手で、言葉を額面通りにしか理解できず、裏を読めない。よって、他人の嘘が見抜けず、自分も嘘がつけない。相手がどういう感情でいるのか表情や仕草で推測できる場合もあるが、原因まではわからず、ニュアンスというものも理解できないため、冗談がわからない。自分が他人と違うことには小学校にあがる前からうすうす気づいており、オリヴァー・サックスの『火星の人類学者』を読んで、アスペルガー症候群や高機能自閉症ではないかと疑うが、病院での検査の結果、脳機能検査も陰性でそれは否定された。
聡とは助教授に就任した時の祝賀会で話をした時、真理子と同じようにベタが好きだとわかったことから家を訪問するなど、家族ぐるみで付き合いがある。
木場 咲（きば さき）
ミッション系の私立創律女子学院高等学校に通う女子高校生。加奈と同じ1年D組。顔は小さくて目は大きく、小さいころから「可愛い」と言われ慣れており、芸能界に憧れている。
芸能人の紺野梨花（こんの りか）に似ていると加奈が言い出したことから、「りっちゃん」とクラスメイトに呼ばれるようになるが、馬鹿で自分にも全然似ているとは思えない梨花のこともその呼び名も実は嫌っている。
新海 真帆（しんかい まほ）
加奈や咲と同じクラスの女生徒。中学2年までは分厚い眼鏡に一重の目、きつい癖毛などで野暮ったく、「きもい」と言われて見下されるような存在だったが、圧倒的なカリスマ性をもつ咲に憧れを抱いており、何があっても咲だけには幻滅されないようにしようと心に決めている。
高校に入ってから出会った加奈のことを、咲が中学からずっと一緒の自分と同じように扱うことが気に食わず、咲を含めて一緒に行動しながらも加奈のことを嫌っている。中学に入ったばかりの弟・亮太がいる。
笹川 七緒（ささがわ ななお）
加奈たちのクラスメイト。クリスチャン。いつも1人でおり、学校では授業であてられた時しか話さず、休み時間も1人で淡々と時には笑みを浮かべながら聖書を読み続けているため、クラスメイトから敬遠されており、フルネームで呼ばれている。どのグループにも属さず、常にクラスのヒエラルキーの最下層にいる。
安藤 真理子（あんどう まりこ）
聡の妻。加奈の妊娠と同時に子宮がんが発覚し、すぐ切除すれば治る程度だったが、胎児のためにと手術も抗がん剤治療も拒否し、加奈を出産。その後子宮を全摘するが、加奈が5歳になったころに肝臓への転移が見つかり、8年前に2年半にわたる闘病の末に亡くなった。
香山みどり
加奈たちのクラスメイト。加奈が亡くなった後、加奈に対して好意的な手紙を書いていた。
岩崎 希恵
加奈たちのクラス1-Dの担任。自分のクラスでいじめがあったのか疑いながらも、咲に強く問いただすことができないでいる。
間宮 恭子（まみや きょうこ）
中学3年の時、咲や真帆のクラスにやってきた教育実習生。40代にも見える老けた外見で気弱に見え、おどおどして授業も下手だったためクラス中の総スカンをくっていじめられるが、咲がそれに加わらなかったことや、父親が映画監督で有名アイドルと交流もあることが発覚したことから人気を取り戻した。

## 書評
野性時代フロンティア文学賞の選評で小説家の池上永一は、「娘をいじめ事故死に追い込まれた父の復讐は湊かなえの『告白』と被る部分はあるが、手札の豊富さで読者を飽きさせない。特に「悪意」に対しての描写は秀逸で、女子のスクールカーストの構造は興味深い」と評価しながらも、作品全体については「手札のダブつきも感じ、物語のうねりよりも先に作者がカードを切ってしまい、微妙にテンポがずれている」と述べた。同じく選考委員で小説家の山本文緒も、「サスペンスやミステリーとしては構造上拙いところも多々あったと言わざるを得ない。美しい描写だったせっかくのベタは本筋に深く投影されておらず、早苗もやはり生かしきれていなかった」とテクニック不足を指摘。受賞は「作品から湧き上がってくる熱気」「この著者の只事ではないエネルギーを感じた」と、作者への期待によるものが大きいことが述べられている。

## 映画
2015年10月3日に公開。監督・脚本は大塚祐吉、主演は内野聖陽。約1か月のリハーサル後、2014年11月1日からクランクイン。

### キャスト
- 安藤聡 - 内野聖陽[6]
- 木場咲 - 吉本実憂[7]
- 小沢早苗 - 谷村美月[6]
- 笹川七緒 - 葵わかな[6]
- 新海真帆 - 宇野愛海[6]
- 安藤加奈 - 吉田美佳子[8]
- 刑事 - 宮川浩明[6]
- スカウト - 黒澤はるか[6]
- 岩崎希恵 - 三浦明香[6][9]
- 児童相談所相談員 - イチキ游子[6]
- 山本梓 - 山木コハル[6][10]
- 西崎真 - 堀部圭亮 (友情出演)[6]
- 宮崎知良 - 利重剛[6]
- 高山満 - 加藤雅也[6]
- 木村千晶 - 武田玲奈[11]
- 杉本聡美 - 今田美桜[12]
- その他クラスメイト - 北香那[13]、山下愛実[14]、鈴川亜美[15]、ゆきら、大貫真代[16]、南佳奈[17]、鞍馬優[18]、平野杏奈、川島由莉　ほか
- 田崎良一 - 八田浩司[19]
- 仲村香澄 - 久保早里奈[20]
- コンビニ店員 - 田中雄策[21]
- てるてるランド店員 - 白州本樹[22]
- 加賀彩乃 - 水木彩也子[23]
- 教師 - 清塚信也[24]

その他 望月章男、聖毅、竹下優子、中村憲刀、竹村葉月、伊藤さやか、田中慎太郎、間根山雄太 ほか

### スタッフ
- 原作 - 芦沢央「罪の余白」
- 監督・脚本 - 大塚祐吉
- プロデューサー - 二村慈哉
- 撮影 - Ivan Kovac
- 音楽 - 鈴木ヤスヨシ
- 音楽プロデューサー - 花崎雅芳
- 音楽協力 - カプリチオ・ミュージック
- 特別協力 - エスタックス
- 配給・宣伝 - ファントム・フィルム
- 宣伝協力 - オデュッセイア
- 制作プロダクション - イープロジェクト
- 制作 - BS11
- 企画制作 - TOKYO MX
- 製作 - 「罪の余白」フィルパートナーズ（イープロジェクト、東京メトロポリタンテレビジョン、日本BS放送、テレビ大阪サービス、文化放送、ローソンHMVエンタテイメント、オスカープロモーション、キネマ旬報社、レスパスビジョン、北海道テレビ放送、アルテメイト、エボラブルアジア、プロスパーデザイン、コード）